# Bella Mia
Bella Mia je český film Martina Duby z roku 2013, ve kterém by hlavní roli měly hrát krávy. Vypráví příběh inspirovaný skutečnou událostí o pěti kravách podezřelých z BSE, které utečou z přepravy do kafilérie a vyhýbají se lidem.
Film v roce 2013 v českých kinech vidělo 4 245 diváků.

## Výroba
Film se natáčel v Roprachticích, kde to Duba poznal při natáčení Zapomenutého světla (1996). Natáčení trvalo s přestávkami rok a půl.

## Obsazení
| Petr Forman       | farmář Karel Pazdera |
| Zuzana Norisová   | Linda Víchová        |
| Petr Rajchert     | Hádek                |
| Igor Orozovič     | Vítek                |
| Anna Fialová      | Míla, dcera Karla    |
| David Bonaventura | Malchar              |
| Břetislav Rychlík | Honák                |
| Lukáš Kůrka       | Jan, syn Karla       |

## Recenze
- František Fuka, FFFilm 22. listopadu 2013
- Mirka Spáčilová, iDNES.cz 25. listopadu 2013